# هجوم أوستن الانتحاري 2010
وقع هجوم أوستن الانتحاري 2010 في 18 فبراير 2010 عندما تحطمت طائرة أندرو جوزيف ستاك من نوع بايبر بيه إيه-28 شيروكي عمداً بالمبنى الأول ل مجمع مكتب ايشلون في أوستن ، تكساس، الولايات المتحدة الأمريكية، نتج عن هذا الهجوم مقتل أندرو جوزيف ستاك و مدير دائرة الإيرادات الداخلية فيرنون هنتر، وأصيب 13 آخرون ، اثنان منهم في حالة خطرة. يتكون مبنى المكاتب من أربعة طوابق و يشغل الطوابق الثلاثة العليا مكتب ميداني لمصلحة الضرائب الأمريكية بالإضافة لعدد من الشركات الخاصة في الطابق الأول.
قبيل الحادث نشر أندرو ستاك رسالة الانتحار على موقعه الإلكتروني، يشرح فيه خيبة أمله من الشركات و الوكالات الحكومية مثل مصلحة الضرائب، كما يشتبه أن أندرو ستاك قد قام بإشعال النار ذلك الصباح في منزلة المكون من طابقين في شمال أوستن.
رداً على الهجوم أنفقت مصلحة الضرائب أكثر من 38.6 مليون دولار وكذلك 6.4 مليون دولار لإعادة العمل في المبنى،وأكثر من 32 مليون دولار تم إنفاقها لزيادة الأمن في مواقع مصلحة الضرائب الأخرى في الولايات المتحدة الأمريكية، تم ترميم المبنى بحلول ديسمبر 2011.